# Thijs van Leer
Thijs van Leer (Amsterdam, 31 marzo 1948) è un musicista, cantante e compositore olandese.

## Biografia
Raggiunse la notorietà internazionale nel 1970 con il gruppo di rock progressivo denominato Focus, con i quali propose canzoni di grande successo come House of the King, Hocus Pocus e Sylvia.
Nel 1977 il gruppo si sciolse e van Leer continuò come solista con produzioni che spaziavano dall'hard rock (I hate myself sotto denominazione Van Leer Band) alla musica classica (Introspection), in cui suonava il flauto accompagnato dall'orchestra diretta da Rogier Van Otterloo (morto nel 1988).
Nel 2002 ricostituì i Focus con una nuova formazione e cominciò un tour che lo portò in giro per il nord Europa e negli Stati Uniti. Nel 2003 uscì per la Musea (una piccola etichetta francese) un album di nuove registrazioni in studio, intitolato Focus 8, che incontrò il favore del pubblico e della critica. Attualmente i Focus si esibiscono in tournée prevalentemente nei Paesi Bassi.

## Discografia

### Con i Focus
- 1971 – In and Out of Focus
- 1971 – Moving Waves
- 1972 – Focus III
- 1974 – Hamburger Concerto
- 1975 – Mother Focus
- 1977 – Ship of Memories
- 1978 – Focus con Proby
- 2003 – Focus 8
- 2006 – Focus 9/New Skin
- 2012 – Focus X
- 2014 – Golden Oldies

### Collaborazioni
- 1998 – Ayreon - Into the Electric Castle